# Abraxas leucosticta
Abraxas leucosticta är en fjärilsart som beskrevs av Rayner 1920. Abraxas leucosticta ingår i släktet Abraxas och familjen mätare. Inga underarter finns listade i Catalogue of Life.